# مارگارین
مارگارین (به انگلیسی: Margarine) پخشینه‌‏ای است که برای طعم دهی، پخت و پز، و آشپزی و اغلب به عنوان جایگزینی برای کره استفاده می‌‏شود. امروزه بیشتر مارگارین مصرفی از روغن گیاهی تولید شده و در بسیاری از نقاط جهان، سهم بازار مارگارین بسیار بیشتر از کره است. در حال حاضر، مارگارین عنصر مهمی در دستورالعمل تهیهٔ بسیاری از غذاها می‌باشد اما به‌عنوان یک محصول لبنی استفاده نمی‌شود، باید توجه داشت از آنجایی گیاهان قادر به ساخت یا تولید کره نیستند، از این رو مارگارین از چربی اشباع گیاهی مانند چربی روغن نخل، روغن هسته پالم و روغن نارگیل به روش صنعتی ساخته می‌شود.
رنگ مارگارین به‌صورت طبیعی سفید است؛ اما در برخی موارد، با استفاده از رنگ‌های مصنوعی، رنگ آن را تغییر می‌دهند تا بیشتر به شکل کره باشد. در برخی از حوزه‌های غذایی افزودن رنگ مصنوعی به مارگارین غیرمجاز است. مارگارین طبیعی به صورت مایع است که در اثر هیدروژناسیون و اشباع شدن حتی در دمای محل زندگی به شکل جامد و همانند کره حیوانی درمی‌آید.
کره و مارگارین هردو حاوی ۱۶٪ آب و ۸۰٪ چربی هستند؛ با این تفاوت که چربی کره از نوع چربی حیوانیِ موجود در شیر و چربی مارگارین از روغن اشباع گیاهی است. در نتیجه میزان اسیدهای چرب اشباع مارگارین از کره بسیار زیادتر بوده و چربی ترانس آن کمتر است. ضمن اینکه امروزه انواع مختلفی از مارگارین با درصدهای مختلفِ چربی اشباع شده گیاهی تهیه می‌شود و انواع مارگارین کم‌چرب (با حدود ۲۰٪ چربی) هم در دسترس قرار دارند.

## تاثیرات بر سلامتی
بحث در مورد سالم تر بودن مارگارین یا کره یک بحث مداوم است. به نظر می رسد هر دو محصول مزایا و معایبی برای سلامتی دارند. کره یک فراورده لبنی است که تولیدکنندگان با جدا کردن چربی از شیر آنرا تولید می کنند، به واقع فرایند تولید کره جداسازی اجزای جامد چرب از شیر است. مردم معمولاً از کره در پخت و پز و مصرف به عنوان صبحانه استفاده می کنند و مارگارین جایگزینی برای کره حیوانی است و تولیدکنندگان مارگارین را از روغن های گیاهی مانند روغن هسته خرما و روغن نارگیل و ... تهیه می کنند.
اگرچه کره و مارگارین اجزای مختلفی دارند ولی هر دو می توانند حاوی مقادیر زیادی چربی اشباع باشند. طبق مقاله  منتشر شده در سال ۲۰۱۸ همه چربی ها به سلامتی آسیب نمی رسانند و چربی های اشباع ممکن است به اندازه آنچه محققان فکر می کردند مضر نباشند. اما این مصرف چربی اضافی است که با افزایش وزن بدن خطر چاقی افزایش داده و چاقی یک عامل خطر برای بیماری های قلبی است. بیماری قلبی شایع ترین علت مرگ و میز در جهان هستند و مصرف چربی اشباع یکی از عوامل ایجاد گرفتگی سرخرگ‌های کرونری است. چربی اشباع شده با توجه به ویژگی اشباع شوندگی میتواند گزینه مناسبی برای تبدیل شدن به پی در بدن باشد. چربی ترانس نیز خطر بیماری قلبی را افزایش می‌دهد و همچنین این چربی می‌تواند سطح کلسترول بد یا LDL را افزایش داده و کلسترول خوب یا HDL را کاهش دهد. این موضوع می‌تواند خطر ابتلا به برخی سرطان‌ها و بیماری‌های مزمن را نیز افزایش دهد. با توجه به اینکه کره لبنی چربی ترانس بیشتری دارد و مارگارین چربی اشباع بیشتر هر دو در صورت مصرف زیاد میتوانند خطر اضافه وزن و بیماری های قلبی و عروقی را افزایش دهند. 